# Acaciella bicolor
Acaciella bicolor es una especie de planta fanerógama de la familia Fabaceae.

## Descripción
Arbustos hasta de 2.5 m de alto con ramas y tallos estrigulosos, estrigosos o velutinos. Hojas de 4.5 a 8 y hasta 12 cm de largo; estípulas lanceoladas, glandulares en el ápice hasta de 1 cm de largo, caducas; peciolo de 2 a 4 cm de largo, estrigoso o velutino; raquis corto estrigoso, de 1.5 hasta 8 cm largo, con 3 a 10 pares de pinnas de 2-6 hasta 9 cm de largo; folíolos de 15 a 32 pares por pinna, angostamente elípticos hasta de 1.5 cm de largo y 8 mm de ancho, estrigosos en ambas superficies.
Flores en racimos axilares con pedicelos hasta de 2 mm de largo, pubescentes a glabros con la edad; cáliz estriguloso, ligeramente pentalobulado; corola estrigulosa en los ápices de los lóbulos y más del doble que el tamaño del cáliz, 5-lobulada, ovario glabro, ligeramente estipitado. Legumbre de 6.5 cm de largo o menos, de 1 a 1.3 cm de ancho, con valvas membranosas, venación reticulada y generalmente velutinas, de base aguda y ligeramente mucronada.

## Distribución y hábitat
Se desarrolla en México, en el estado de Guerrero; en el municipio de Zumpango del Río; y en el estado de Oaxaca al sureste de Mitla, al sur de Guelatao, en Nochixtlan, Teotitlán y Tlacolula.
Esta especie crece en zonas de vegetación de selva baja caducifolia, entre 1600 y 1800 m s.n.m.

## Estado de conservación
No se encuentra bajo ninguna categoría de riesgo en las normas mexicanas e internacionales (Norma Oficial Mexicana 059).